# Bilimora
Bilimora è una suddivisione dell'India, classificata come municipality, di 51 087 abitanti, situata nel distretto di Navsari, nello stato federato del Gujarat. In base al numero di abitanti la città rientra nella classe II (da 50 000 a 99 999 persone).

## Geografia fisica
La città è situata a 20° 45' 0 N e 72° 57' 0 E e ha un'altitudine di 3 m s.l.m.

## Società

### Evoluzione demografica
Al censimento del 2001 la popolazione di Bilimora assommava a 51 087 persone, delle quali 26 153 maschi e 24 934 femmine. I bambini di età inferiore o uguale ai sei anni assommavano a 4 847, dei quali 2 626 maschi e 2 221 femmine. Infine, coloro che erano in grado di saper almeno leggere e scrivere erano 39 519, dei quali 21 178 maschi e 18 341 femmine.